# 谷超豪
谷 超豪（こく ちょうごう、1926年5月15日 - 2012年6月24日）は、中華人民共和国の数学者。浙江省永嘉県出身。中国科学院院士。

## 経歴
1926年5月15日、浙江省永嘉県で生まれる。甌江小学（現在の温州市広場路小学）、聯立中学（現在の温州二中）、温州中学を経て、1948年、浙江大学を卒業。同年10月、母校である浙江大学に採用され、数学系にて助教に就任した。1940年3月に中国共産党入党。1957年9月、政府派遣留学生としてソビエト連邦のモスクワ大学に留学し、1982年同大学より物理・数学科学博士号を授与された。1960年には、浙江大学にて数学系の教授に昇任した。1957年1月1日には数学者の胡和生と結婚。
1966年6月、文化大革命が始まり、谷超豪は紅衛兵の批判を受けた。1976年、文化大革命が終わり、数学研究所に戻った。
1978年8月に復旦大学へ転じて復旦大学数学系主任に就任。1982年1月、復旦大学副校長に就任。1984年9月には復旦大学研究生院院長を兼務する。1986年6月に復旦大学副校長を辞め、10月に復旦大学数学研究所所長を務めた。1988年2月、中国科学技術大学校長に就任。同年4月には中国科学技術大学研究生院院長を兼務する。1999年8月19日、温州大学校長に転出。
2012年6月24日、上海市で病気のため死去した。62歳。

## 家族
- 父：谷伝声
- 生母：陸仲禎
- 庶母：胡玉香
- 長姉：谷素蓮
- 次姉：谷仲蓮
- 三兄：谷超英（谷力虹）
- 五弟：谷超志（1927年生）
- 六妹：谷月卿（1929年生）
- 七妹：谷月嬋（1931年生）
- 八弟：谷超俊（1933年生）
- 九妹：谷月霞（1933年生）
- 妻：胡和生（中国語版）
- 長男：谷暁明

## 栄典
- 1980年、中国科学院院士

## 受賞
- 2010年1月11日、2009年度国家最高科学技術賞